# Giovanni Battista de Luca
Giovanni Battista de Luca (ur. w 1614 w Venosie, zm. 5 lutego 1683 w Rzymie) – włoski kardynał.

## Życiorys
Urodził się w 1614 roku w Venosie. Studiował prawo w Neapolu, gdzie uzyskał doktorat, a następnie został referendarzem Trybunału Obojga Sygnatur. 1 września 1681 roku został kreowany kardynałem prezbiterem i otrzymał kościół tytularny San Girolamo dei Croati. Zmarł 5 lutego 1683 roku w Rzymie.

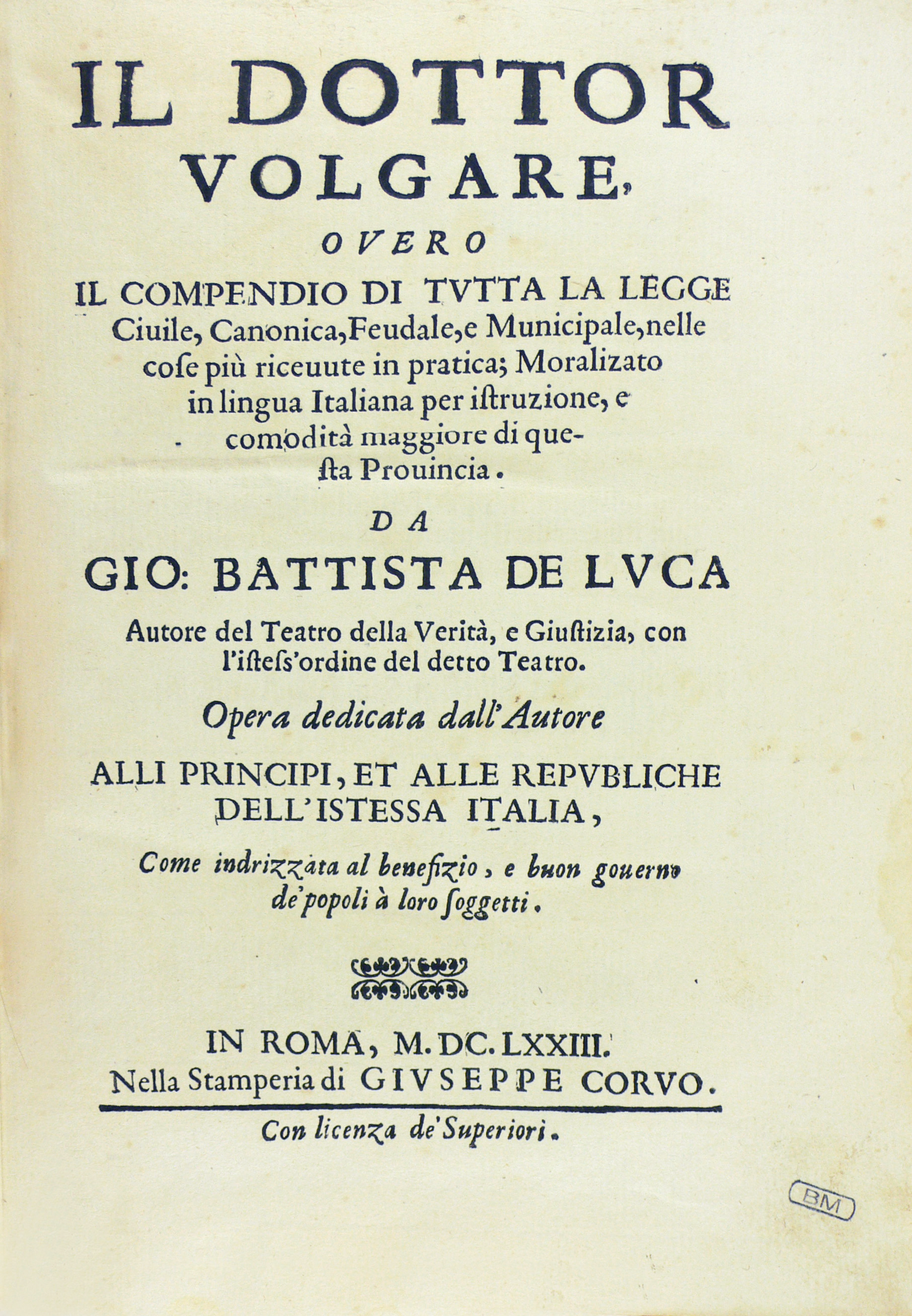
Il dottor volgare, 1673
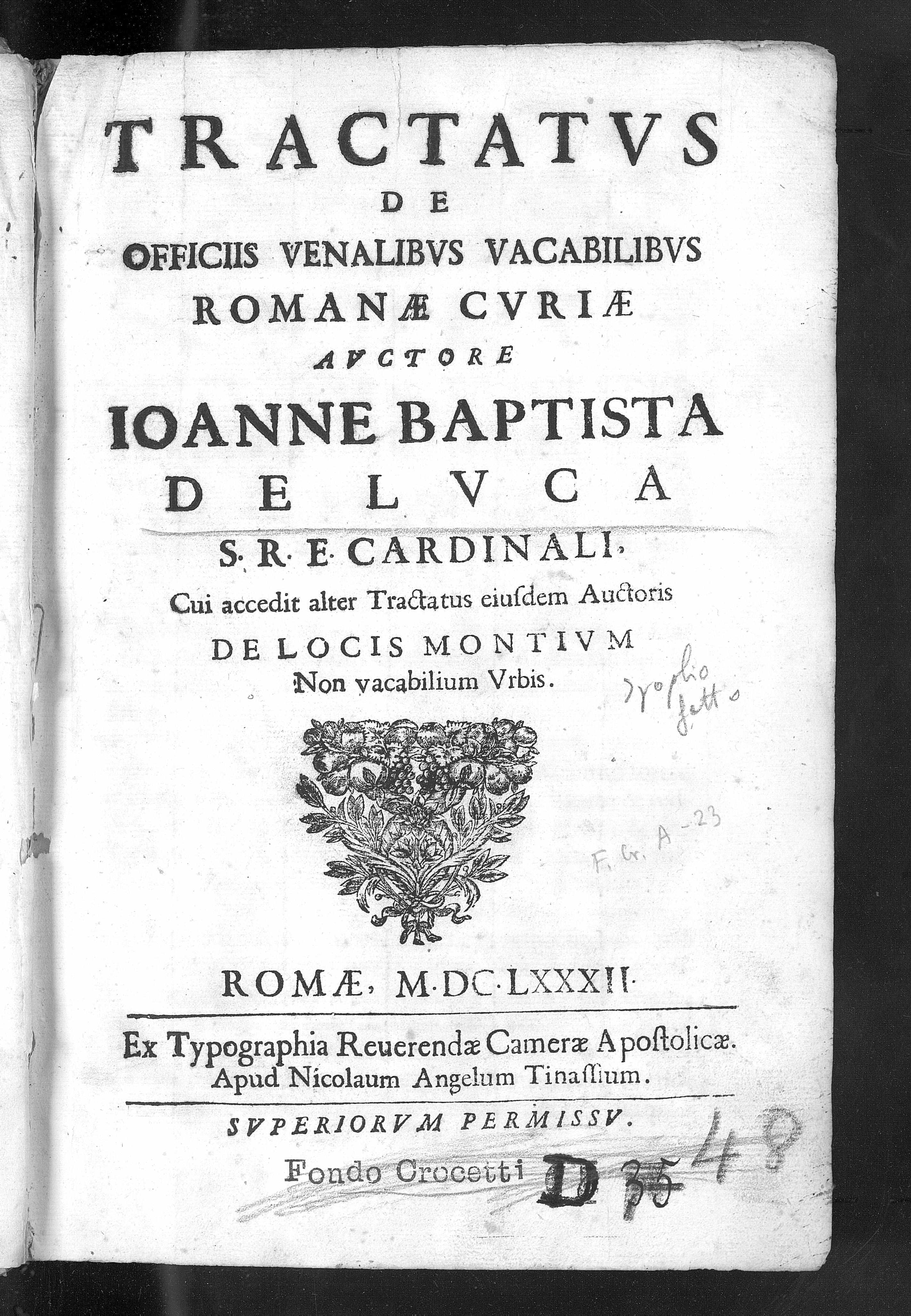
De officiis venalibus vacabilibus Romanae Curiae, 1682
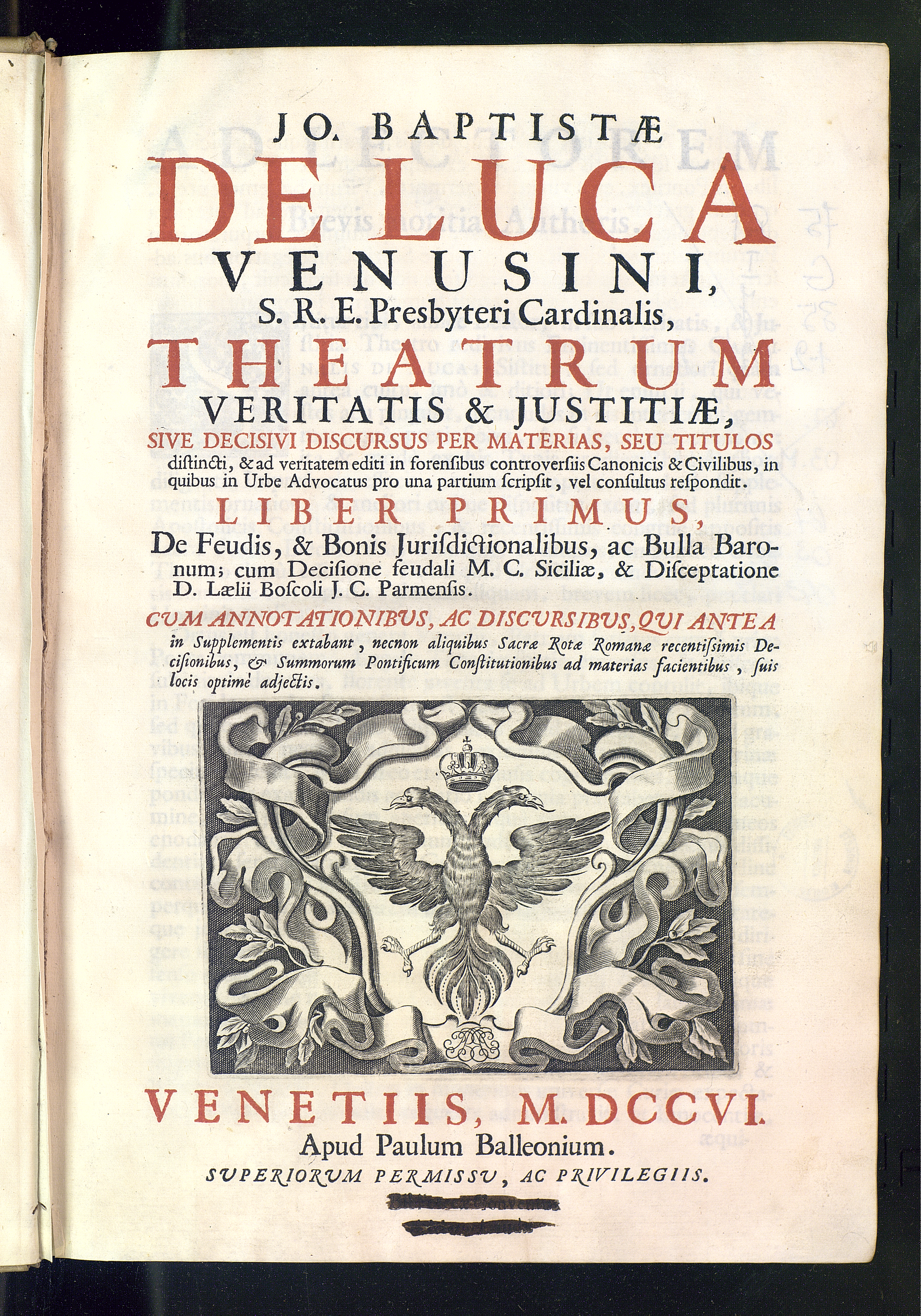
Theatrum veritatis et justitiae, 1706